# Wielki Koszar

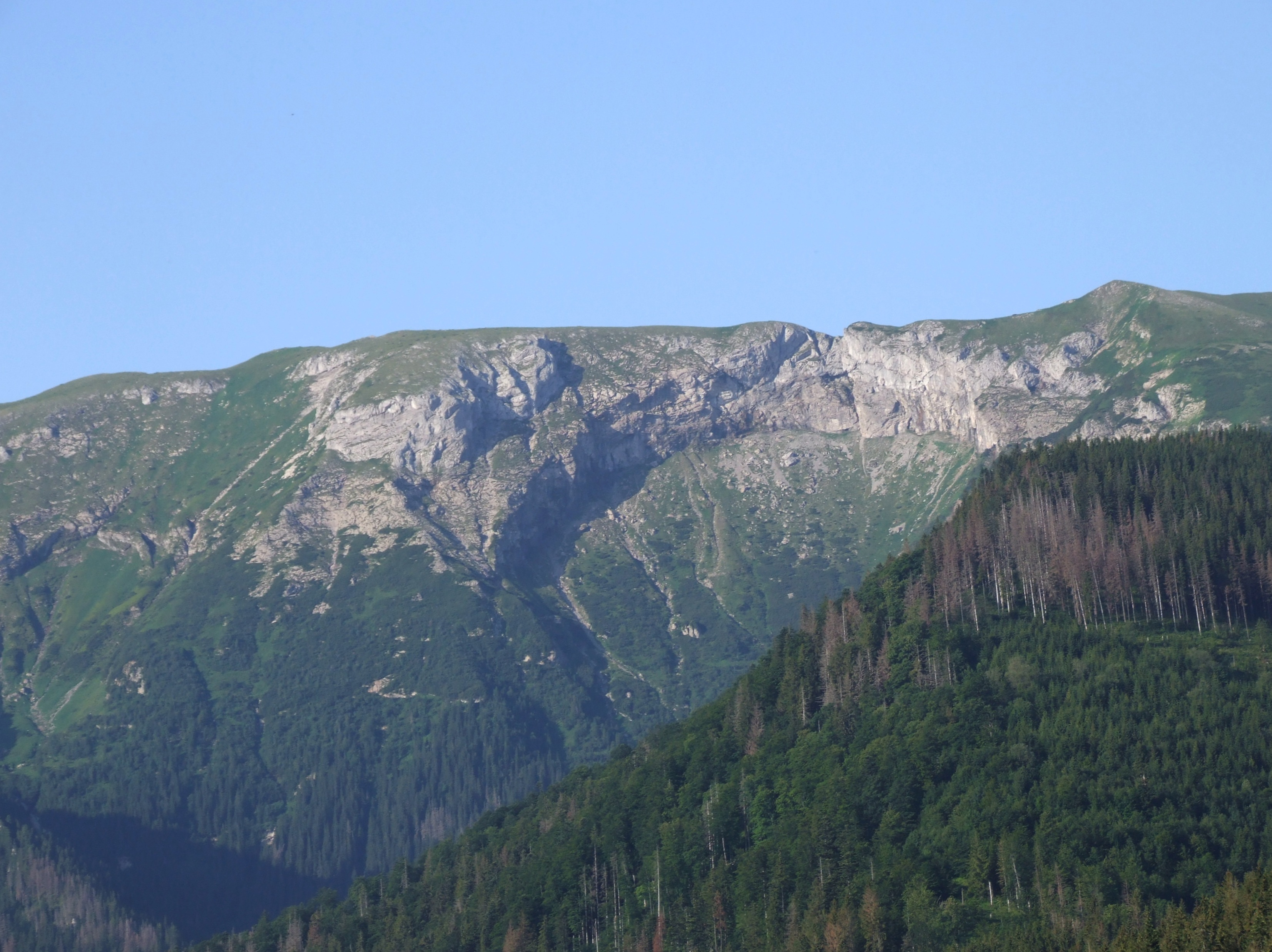
U góry Bielskie Jatki, pod ich granią Wielki Koszar, po jego prawej stronie Jaworzynka Bielska

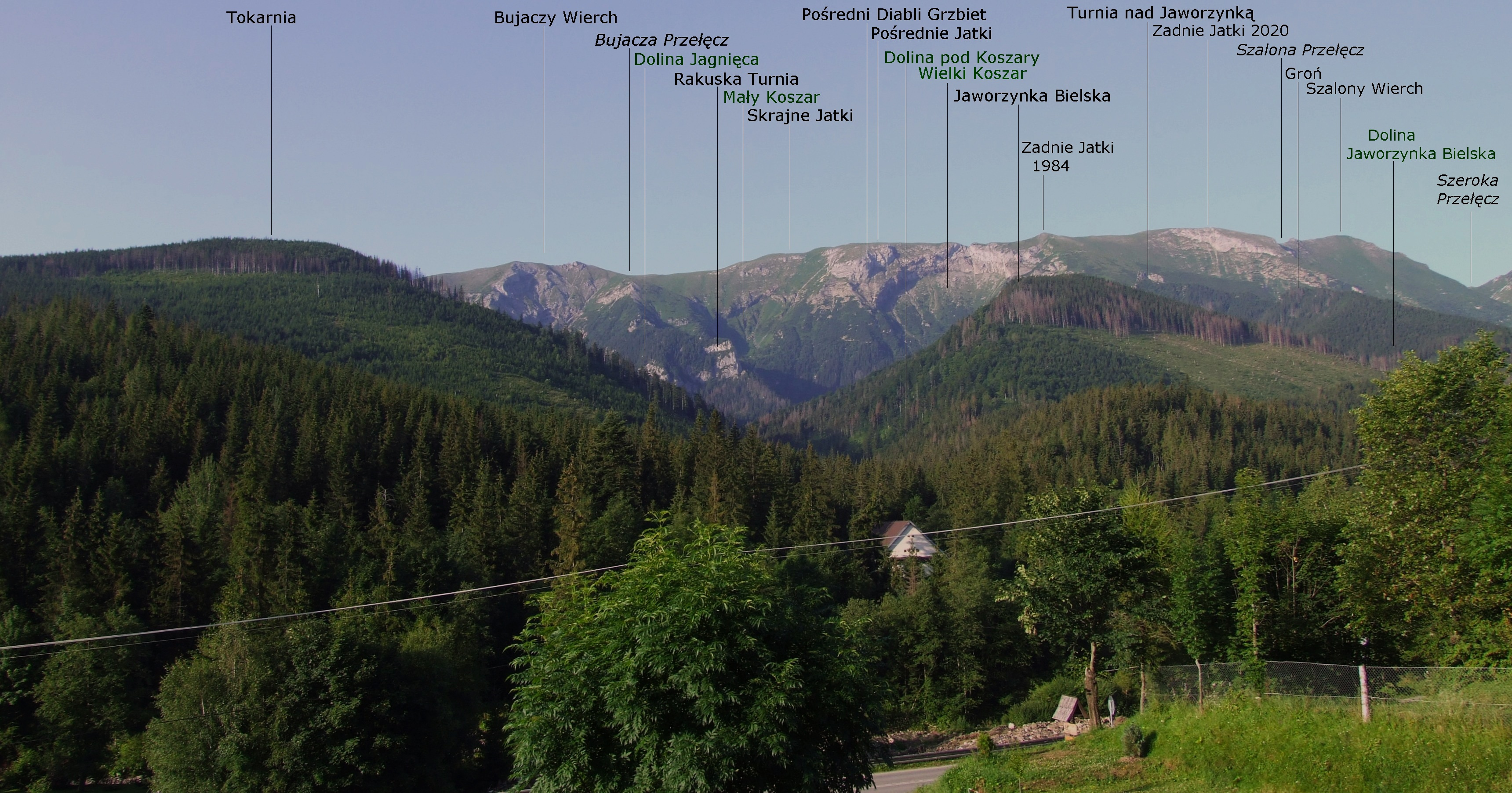
Dolina pod Koszary

Wielki Koszar (niem. Grosser Kirchhof, słow. Veľký Košiar, węg. Nagy-Karám) – położony na wysokości ok. 1500–1800 m n.p.m. kocioł lodowcowy w Tatrach Bielskich. Dawniej nazywano go także Diablim Koszarem. Znajduje się na północnej ich stronie pod Bielskimi Jatkami, które tworzą jego górne obramowanie. Wraz z kotłem lodowcowym Małego Koszaru tworzy najwyższe piętro Doliny pod Koszary. Od strony wschodniej ograniczenie Wielkiego Koszaru stanowi krótki Pośredni Diabli Grzbiet odchodzący od Pośrednich Jatek i oddzielający go od Małego Koszaru. Od zachodniej strony Wielki Koszar obramowany jest Zadnim Diablim Grzbietem odchodzącym od wschodniego, niższego szczytu Zadnich Jatek oraz północno-wschodnią granią Turni nad Jaworzynką, zwanej też Kopą nad Jaworzynką.
Ściana Wielkiego Koszaru jest pionowa i częściowo przewieszona z dużym okapem. Jej wysokość dochodzi do 100 m, a szerokość przy podstawie do 400 m. Z daleka widoczny jest jej półksiężycowaty kształt. Dno Wielkiego Koszaru przecinają trzy wąskie żlebki. Najbardziej stromy jest lewy. Jest w nim kilka progów, częściowo skalistych, częściowo porośniętych roślinnością. W Małym Koszarze występuje charakterystyczne dla kotłów lodowcowych wypłaszczenia dna, w Wielkim Koszarze natomiast brak go i jego dno jest strome. Według Władysława Cywińskiego prawdopodobnie wypłaszczenie zostało zasypane przez wielki obryw.
Nazwa kotła pochodzi od jego kształtu, który jest podobny do koszaru. Dolina pod Koszary była dawniej wypasana (stanowiła własność miasta Biała Spiska), w Wielkim i Małym Koszarzenigdy jednak owiec nie koszarowano i brak w nim jakiegokolwiek śladu ludzkiej działalności. Według ludowych legend w Wielkim i Małym Koszarze znajdują się ogromne skarby, jednakże dobrze ukryte i bardzo trudno dostępne.
Wielki Koszar ma wylot mniej więcej w tym samym miejscu co Diable Koryto i Diabli Żleb. Nie prowadzi do niego żadna ścieżka. Najłatwiejsze wejście do Wielkiego Koszaru prowadzi środkowym żlebem i jego najbliższym otoczeniem. Wielki Koszar znajduje się jednak na obszarze ochrony ścisłej TANAP-u i dla turystów wstęp tutaj jest zabroniony.